# Henricus Liberti
Henricus Liberti Henry o Hendrik (ca 1610 - Anvers, 1669) fou un organista flamenc.
Va ser organista de la catedral d'Anvers i no menys avantatjat com a compositor que com a executant. Es conserva de Liberti una col·lecció de motets a quatre i cinc veus titulat Cantiones sacrae et suavissimae cum vocibus quator et quinqué compositae (Anvers, 1621).